# Hydractinia epidocleensis
Hydractinia epidocleensis is een hydroïdpoliepensoort uit de familie van de Hydractiniidae. De wetenschappelijke naam van de soort is voor het eerst geldig gepubliceerd in 1931 door Leloup.